# مارك بريدجز (مصمم أزياء)
مارك بريدجز هو مصمم أزياء أمريكي. يشتهر بالتعاون كثيرًا مع المخرج الأمريكي بول توماس أندرسون في جميع أفلامه. رُشِح بريدجز أربع مرات لجائزة الأوسكار لأفضل تصميم أزياء وفاز بجائزتين عن فيلم الفنان (2011) وفيلم خيط وهمي (2017). فاز بريدجز عن فيلم «خيط وهمي» بجيت سكي وإقامة في منتجع ليك هافاسو سيتي، أريزونا كجزء من حيلة الأوسكار التلفزيونية لمنح الفائز بجائزة الأوسكار الذي ألقى أقصر خطاب قبول. تشمل جوائزه الأخرى جائزتي البافتا اثنتين لأفضل تصميم أزياء عن تصميماته لفيلم «الفنان» وفيلم «خيط وهمي».

## الحياة الشخصية
ولد بريدجز في نياغارا فولز بنيويورك. كان طالبًا في نادي المسرح في «مدرسة لا سال الثانوية». درس بريدجز المسرح في «كلية المجتمع في مقاطعة نياغارا وحصل على بكالوريوس الآداب في فنون المسرح من جامعة ستوني بروك في عام 1983. انتقل إلى مدينة نيويورك بعد التخرج ليبدأ العمل كمتسوق أقمشة في مسرح برودواي لصالح شركة باربرا ماتيرا المحدودة.
عمل في السنوات التالية على العديد من العروض المسرحية بما فيها «أوه! كلكتا!» و«دريمغيرلز» أثناء التحاقه بمدرسة الدراسات العليا بجامعة نيويورك. حصل على درجة الماجستير في الفنون الجميلة في تصميم الأزياء من مدرسة تيش العليا للفنون بجامعة نيويورك في عام 1987.

## المسار المهني
انتقل بريدجز إلى لوس أنجلوس وطُلب منه العمل كمساعد أزياء لريتشارد هورنونغ. فاز بريدجز ببجائزتين اثنتين للأوسكار لأفضل تصميم أزياء عن فيلم الفنان (2011) وفيلم خيط وهمي (2017). عرض المضيف ومقدم البرامج جيمي كيميل عليه خلال حفل توزيع جوائز الأوسكار التسعين جائزة لأقصر خطاب قبول في هيئة جيت سكي ورحلة إلى منتجع «ليك هافاسو». أعلن كيميل أن بريدجيز هو الفائز إذ كان خطابه الأقصر وبمدة لا تتجاوز
35 ثانية. وشوهد كل من بريدجيز والممثلة البريطانية هيلين ميرين على الجيت سكي في نهاية الحفل.

## قائمة الأعمال

### الأفلام
| العام | العنوان                      | المخرج                              | ملاحظات                 |
| ----- | ---------------------------- | ----------------------------------- | ----------------------- |
| 1990  | عبور ميلر                    | جويل كوين                           | مساعد في الأزياء        |
| 1990  | ذي غريفتيرز                  | ستيفن فريرز                         | مساعد تصميم أزياء       |
| 1991  | بارتون فينك                  | جويل كوين                           | مساعد تصميم أزياء       |
| 1991  | دوك هوليوود                  | مايكل كايتون-جونز                   | مساعد تصميم أزياء       |
| 1992  | واكسوورك II: ضائع في الوقت   | أنطوني هيكوكس                       |                         |
| 1992  | بطل                          | ستيفن فريرز                         | مساعد تصميم أزياء       |
| 1993  | حروب الروبوت                 | ألبرت باند                          |                         |
| 1993  | قبل الهستيريا!               | ألبرت باند تشارلز باند ديفيد ديكوتو |                         |
| 1993  | عن بعد                       | تيد نيكولاو                         |                         |
| 1993  | دولمان ضد الألعاب الشيطانية  | تشارلز باند                         |                         |
| 1993  | دايف                         | إيفان ريتمان                        | مساعد مصمم أزياء        |
| 1994  | ترانسرز 5: سادن ديث          | ديفيد ناتر                          |                         |
| 1994  | وكيل هودسوكر                 | جويل كوين إيثان كوين                | مساعد مصمم أزياء        |
| 1994  | قتلة بالفطرة                 | أوليفر ستون                         | مساعد مصمم أزياء        |
| 1994  | متجر الحيونات الأليفة        | هاوب بيريلو                         |                         |
| 1995  | أطفال الذرة 3: الحصاد الحضري | جيمس دي. أر. هيكوكس                 | المسؤول عن خزانة الثياب |
| 1995  | نيكسون                       | أوليفر ستون                         | مساعد مصمم أزياء        |
| 1996  | لعبة الثمانية الصعبة         | بول توماس أندرسون                   |                         |
| 1997  | العيش في خطر                 | جاك إيرسغارد                        |                         |
| 1997  | ليال راقصة                   | بول توماس أندرسون                   |                         |
| 1998  | لا أستطيع الانتظار           | ديبورا كابلان هاري إيلفونت          |                         |
| 1998  | الخميس                       | سكيب وودز                           |                         |
| 1999  | انفجار من الماضي             | هيو ويلسون                          |                         |
| 1999  | بحر أزرق عميق                | ريني هارلن                          |                         |
| 1999  | ماغنوليا                     | بول توماس أندرسون                   | أيضا مصمم إنتاج         |
| 2000  | سيرك الشمس رحلة الإنسان      | كيث ميلتون                          |                         |
| 2001  | ماوراء الوجه الشاحب          | بول وارنر                           |                         |
| 2001  | انفجار                       | تيد ديم                             |                         |
| 2002  | حب مترنح                     | بول توماس أندرسون                   |                         |
| 2003  | 8 أميال                      | كورتيس هانسون                       |                         |
| 2003  | المهمة الإيطالية             | إف غاري غراي                        |                         |
| 2004  | أنا أحب هاكابيز              | ديفيد أو. راسل                      |                         |
| 2005  | كن رائعا                     | إف غاري غراي                        |                         |
| 2006  | فرو                          | ستيفن شاينبرغ                       |                         |
| 2007  | ستسيل الدماء                 | بول توماس أندرسون                   |                         |
| 2008  | نعم يا رجل                   | بيتون ريد                           |                         |
| 2009  | أرض المفقودين                | براد سيلبرلنغ                       |                         |
| 2010  | غرينبيرغ                     | نواه باومباخ                        |                         |
| 2010  | المقاتل                      | ديفيد أو. راسل                      |                         |
| 2011  | الفنان                       | ميشيل هازنافيسيوس                   |                         |
| 2012  | المعلم                       | بول توماس أندرسون                   |                         |
| 2012  | المعالجة بالسعادة            | ديفيد أو. راسل                      |                         |
| 2013  | القبطان فيليبس               | بول غرينغراس                        |                         |
| 2014  | رذيلة متأصلة                 | بول توماس أندرسون                   |                         |
| 2015  | خمسون درجة من غراي           | سام تايلر جونسون                    |                         |
| 2016  | جيسون بورن                   | بول غرينغراس                        |                         |
| 2017  | خيط وهمي                     | بول توماس أندرسون                   |                         |
| 2019  | جوكر                         | تود فيليبس                          |                         |
| 2019  | قصة زواج                     | نوح بامباوخ                         |                         |
| 2020  | أخبار العالم                 | بول غرينغراس                        |                         |
| 2021  | بيتزا العرقسوس               | بول توماس أندرسون                   |                         |
| 2022  | فابلمانز                     | ستيفن سبيلبرغ                       |                         |

### التلفزيون
| العام | العنوان   | ملاحظات                  |
| ----- | --------- | ------------------------ |
| 1990  | دريم أون  | مساعد مصمم أزياء 4 حلقات |
| 2003  | عدم تطابق |                          |
| 2008  | سوينغتاون | حلقة واحدة               |
| 2016  | فاينل     | حلقة واحدة               |

## الجوائز والترشيحات
| الجوائز | الجوائز           | الجوائز                                                       | الجوائز                                         | الجوائز |
| العام   | الفيلم            | الجائزة / الحفل                                               | الفئة                                           | النتيجة |
| ------- | ----------------- | ------------------------------------------------------------- | ----------------------------------------------- | ------- |
| 2001    | انفجار            | حفل توزيع جوائز نقابة مصممي الأزياء الثالث                    | جائزة نقابة مصممي الأزياء للتميز في فيلم تاريخي | رُشِّح     |
| 2010    | المقاتل           | حفل توزيع جوائز نقابة مصممي الأزياء الثالث عشر                | جائزة نقابة مصممي الأزياء للتميز في فيلم تاريخي | رُشِّح     |
| 2011    | الفيلم            | حفل توزيع جوائز الأوسكار الرابع والثمانون                     | جائزة الأوسكار لأفضل تصميم أزياء                | فوز     |
| 2011    | الفيلم            | حفل توزيع جوائز الأكاديمية البريطانية للأفلام الخامس والستون  | جائزة البافتا لأفضل تصميم أزياء                 | فوز     |
| 2011    | الفيلم            | حفل توزيع جوائز اختيار النقاد للأفلام السابع عشر              | جائزة اختيار النقاد لأفضل تصميم أزياء في فيلم   | فوز     |
| 2011    | الفيلم            | حفل توزيع جوائز نقابة مصممي الأزياء الرابع عشر                | جائزة نقابة مصممي الأزياء للتميز في فيلم تاريخي | رُشِّح     |
| 2011    | الفيلم            | حفل توزيع جوائز ساتالايت السادس عشر                           | جايزة ساتالايت لأفضل تصميم أزياء                | رُشِّح     |
| 2012    | المعالجة بالسعادة | حفل توزيع جوائز نقابة مصممي الأزياء الخامس عشر                | جائزة نقابة مصممي الأزياء للتميز في فيلم تاريخي | رُشِّح     |
| 2014    | خطيئة متأصلة      | حفل توزيع جوائز الأوسكار السابع والثمانون                     | جائزة الأوسكار لأفضل تصميم أزياء                | رُشِّح     |
| 2014    | خطيئة متأصلة      | حفل توزيع جوائز اختيار النقاد للأفلام العشرون                 | جائزة اختيار النقاد لأفضل تصميم أزياء في فيلم   | رُشِّح     |
| 2014    | خطيئة متأصلة      | حفل توزيع جوائز نقابة مصممي الأزياء السابع عشر                | جائزة نقابة مصممي الأزياء للتميز في فيلم تاريخي | رُشِّح     |
| 2014    | خطيئة متأصلة      | حفل توزيع جائزة دائرة نقاد لندن الخامس والثلاثون              | جائزة الإنجاز الفني                             | رُشِّح     |
| 2017    | خيط وهمي          | حفل توزيع جوائز الأوسكار التسعون                              | جائزة الأوسكار لأفضل تصميم أزياء                | فوز     |
| 2017    | خيط وهمي          | حفل توزيع جوائز الأكاديمية البريطانية للأفلام الواحد والسبعون | جائزة البافتا لأفضل تصميم أزياء                 | فوز     |
| 2017    | خيط وهمي          | حفل توزيع جوائز اختيار النقاد للأفلام الثالث والعشرون         | جائزة اختيار النقاد لأفضل تصميم أزياء في فيلم   | فوز     |
| 2017    | خيط وهمي          | حفل توزيع جوائز نقابة مصممي الأزياء العشرون                   | جائزة نقابة مصممي الأزياء للتميز في فيلم تاريخي | رُشِّح     |
| 2017    | خيط وهمي          | حفل توزيع جوائز ساتالايت الثاني والعشرون                      | جايزة ساتالايت لأفضل تصميم أزياء                | فوز     |
| 2017    | خيط وهمي          | حفل توزيع جائزة دائرة نقاد لندن الثامن والثلاثون              | جائزة الإنجاز الفني                             | رُشِّح     |
| 2017    | خيط وهمي          | حفل توزيع جوائز جمعية سان دييغو لنقاد السينما الثاني عشر      | أفضل تصميم أزياء                                | فوز     |
| 2017    | خيط وهمي          | حفل توزيع جوائز جمعية سياتل لنقاد السينما 2017                | أفضل تصميم أزياء                                | فوز     |
| 2019    | جوكر              | حفل توزيع جوائز الأوسكار الثاني والتسعون                      | جائزة الأوسكار لأفضل تصميم أزياء                | رُشِّح     |
| 2019    | جوكر              | حفل توزيع جوائز ساتالايت الرابع والعشرون                      | جايزة ساتالايت لأفضل تصميم أزياء                | رُشِّح     |
| 2019    | جوكر              | حفل توزيع جوائز جمعية نقاد هوليوود 2019                       | أفضل تصميم أزياء                                | رُشِّح     |